# Константа (программирование)
Конста́нта — в программировании — способ адресации данных, изменение которых рассматриваемой программой не предполагается или запрещается.
Использование именованных констант — приём, повышающий надёжность и безошибочность программ, позволяя избегать использования «магических чисел».
При наличии синтаксической поддержки в языке программирования неименованные константы можно записывать в тексте программ как литералы.
Например, mvi A, 0, где 0 является числовой константой-литералом.
Именованные константы упростили процесс отладки и сопровождения программ:
- Исчезла необходимость помнить конкретные числа — имена запоминаются легче;
- Ошибки в именах обычно выявляются компилятором автоматически (кроме ситуаций, когда ошибочно использовано имя другой константы аналогичного типа);
- Упростился процесс внесения изменений: значение константы задано в программе всего в одном месте.

Не все языки программирования позволяют защищать от изменения косвенно адресуемые области памяти. Такая возможность обычно имеется в языках программирования высокого уровня, что повышает надёжность кода и возможность его повторного использования. Преимущества именованных констант реализуются только при соответствующем стиле работы программиста, начиная с самых ранних этапов разработки программы.
Именованную константу можно понимать как функцию без аргументов. Такой взгляд позволяет, в соответствии с принципом Оккама, разумно сократить число сущностей, лежащих в основе программирования.